# Округ Нимаха (Канзас)
Округ Нимаха (енгл. Nemaha County) је округ у америчкој савезној држави Канзас. По попису из 2010. године број становника је 10.178. Седиште округа је град Сенека.

## Демографија
Према попису становништва из 2010. у округу је живело 10.178 становника, што је 539 (5,0%) становника мање него 2000. године.
| Група             | 2000.          | 2010.         |
| Белци             | 10.492 (97,9%) | 9.843 (96,7%) |
| Афроамериканци    | 53 (0,5%)      | 57 (0,6%)     |
| Азијати           | 11 (0,1%)      | 15 (0,1%)     |
| Хиспаноамериканци | 76 (0,7%)      | 121 (1,2%)    |
| Укупно            | 10.717         | 10.178        |